# Lednické Rovne
Lednické Rovne – wieś gminna (obec) w północno-zachodniej Słowacji, w kraju trenczyńskim, w powiecie Púchov, nad rzeką Wag. Jest położona 35 km na północny wschód od Trenczyna. Składa się z trzech części: Lednické Rovne, Horenická Hôrka i Medné. Pierwsza wzmianka o miejscowości pochodzi z 1471 roku.

## Demografia
W 2001 roku wieś miała 4209 mieszkańców, z czego 98,08% było narodowości słowackiej, a 1,03% czeskiej.
W 2011 roku Lednické Rovne liczyły 4070 mieszkańców, z czego 94,47% było narodowości słowackiej, 0,52% czeskiej, zaś narodowość 4,67% mieszkańców pozostawała nieznana.

## Zabytki
- Kościół św. Michała (1926)
- Zamek renesansowy (muzeum szkła)